# Shahin Dino
Shahin Dino – żyjący na przełomie XIX i XX wieku osmański i albański polityk. W latach 1914–1916 pełnił funkcja ministra spraw wewnętrznych Albanii.

## Życiorys
Podczas drugiej ery konstytucyjnej odbywającej się w Imperium Osmańskim w latach 1908–1920 został wybrany na beja sandżaka Prewezy.
Od 17 września 1914 do stycznia 1916 pełnił funkcję ministra spraw wewnętrznych Albanii.
W sierpniu 1917 udał się do włoskiego konsulatu w Salonikach. Został tam aresztowany przez francuskie władze wojskowe, które deportowały go Mytileny na wyspie Lesbos.